# Danh sách di sản văn hóa Tây Ban Nha được quan tâm ở Porreres
Danh sách di sản văn hóa Tây Ban Nha được quan tâm ở Porreres.
| Tên                                                              | Dạng                    | Địa điểm | Tọa độ                                       | Số hồ sơ tham khảo? | Ngày nhận danh hiệu? | Hình ảnh     |
| ---------------------------------------------------------------- | ----------------------- | -------- | -------------------------------------------- | ------------------- | -------------------- | ------------ |
| Cruz des Pont                                                    | Di tích Cruz de término | Porreras | 39°31′04″B 3°01′28″Đ / 39,517888°B 3,02457°Đ | RI-51-0010369       | 25-09-1998           | Upload image |
| Can Polla                                                        | Di tích                 | Porreras |                                              | RI-51-0002646       | 10-09-1966           | Upload image |
| Castillo. Nhà labor Son Rossello (Edificación fortificada)       | Di tích                 | Porreras |                                              | RI-51-0008492       | 30-11-1993           | Upload image |
| Cova D'en Gornals                                                | Di tích                 | Porreras |                                              | RI-51-0002664       | 10-09-1966           | Upload image |
| Cruz D`en Janer (III Goig Pujada A Monti-sion)                   | Di tích                 | Porreras |                                              | RI-51-0010375       | 25-09-1998           | Upload image |
| Cruz D`en Net                                                    | Di tích                 | Porreras |                                              | RI-51-0010376       | 25-09-1998           | Upload image |
| Cruz D`es Pou D`amunt                                            | Di tích                 | Porreras |                                              | RI-51-0010379       | 25-09-1998           | Upload image |
| Cruz Des Molì D`en Vịnh nhỏ (Antiguo I Goig Pujada A Monti-sion) | Di tích                 | Porreras |                                              | RI-51-0010370       | 25-09-1998           | Upload image |
| Cruz Des Racò hay Cruz Nova                                      | Di tích                 | Porreras |                                              | RI-51-0010377       | 25-09-1998           | Upload image |
| Cruz Sa Drecera (substituye Antiguo IV Goig Pujada A Monti-sion) | Di tích                 | Porreras |                                              | RI-51-0010378       | 25-09-1998           | Upload image |
| Cruz Sa Marina O Cruz Pou Nou (II Goig Pujada A Monti-sion)      | Di tích                 | Porreras |                                              | RI-51-0010371       | 25-09-1998           | Upload image |
| Hang tiền sử Puig Redó                                           | Di tích                 | Porreras |                                              | RI-51-0002651       | 10-09-1966           | Upload image |
| Es Baulenes                                                      | Di tích                 | Porreras |                                              | RI-51-0002645       | 10-09-1966           | Upload image |
| Es Pletons                                                       | Di tích                 | Porreras |                                              | RI-51-0002649       | 10-09-1966           | Upload image |
| Es Pou Celat                                                     | Di tích                 | Porreras |                                              | RI-51-0002644       | 10-09-1966           | Upload image |
| Es Puig (Porreras/Porreres)                                      | Di tích                 | Porreras |                                              | RI-51-0002663       | 10-09-1966           | Upload image |
| Es Turó Des Moro                                                 | Di tích                 | Porreras |                                              | RI-51-0002658       | 10-09-1966           | Upload image |
| Puig Colom                                                       | Di tích                 | Porreras |                                              | RI-51-0002650       | 10-09-1966           | Upload image |
| Sa Figuerassa                                                    | Di tích                 | Porreras |                                              | RI-51-0002647       | 10-09-1966           | Upload image |
| Ses Cases (Porreras/Porreres)                                    | Di tích                 | Porreras |                                              | RI-51-0002667       | 10-09-1966           | Upload image |
| So N'apoloni                                                     | Di tích                 | Porreras |                                              | RI-51-0002653       | 10-09-1966           | Upload image |
| So N'artigues                                                    | Di tích                 | Porreras |                                              | RI-51-0002654       | 10-09-1966           | Upload image |
| So N'orellet                                                     | Di tích                 | Porreras |                                              | RI-51-0002661       | 10-09-1966           | Upload image |
| Son Còta                                                         | Di tích                 | Porreras |                                              | RI-51-0002655       | 10-09-1966           | Upload image |
| Son Dagueta                                                      | Di tích                 | Porreras |                                              | RI-51-0002656       | 10-09-1966           | Upload image |
| Son Dràgo                                                        | Di tích                 | Porreras |                                              | RI-51-0002657       | 10-09-1966           | Upload image |
| Son Jeróni Nou                                                   | Di tích                 | Porreras |                                              | RI-51-0002659       | 10-09-1966           | Upload image |
| Son Mora                                                         | Di tích                 | Porreras |                                              | RI-51-0002660       | 10-09-1966           | Upload image |
| Son Redó                                                         | Di tích                 | Porreras |                                              | RI-51-0002662       | 10-09-1966           | Upload image |
| Son Vallets                                                      | Di tích                 | Porreras |                                              | RI-51-0002665       | 10-09-1966           | Upload image |
| Son Verdereta                                                    | Di tích                 | Porreras |                                              | RI-51-0002666       | 10-09-1966           | Upload image |
| Tanca D'en Just                                                  | Di tích                 | Porreras |                                              | RI-51-0002648       | 10-09-1966           | Upload image |
| V Goig Pujada a Monti-sion                                       | Di tích                 | Porreras |                                              | RI-51-0010372       | 25-09-1998           | Upload image |
| VI Goig Pujada a Monti-sion                                      | Di tích                 | Porreras |                                              | RI-51-0010373       | 25-09-1998           | Upload image |
| VII Goig Pujada a Monti-sion                                     | Di tích                 | Porreras |                                              | RI-51-0010374       | 25-09-1998           | Upload image |
| Vinya Sa Garriga                                                 | Di tích                 | Porreras |                                              | RI-51-0002652       | 10-09-1966           | Upload image |